# Campionati italiani estivi di nuoto 1923
I ventunesimi campionati italiani assoluti di nuoto si sono svolti a Roma dove è stato allestito un "campo" da 100 metri dall' 11 al 13 agosto 1923.

## Podi

### Uomini
| Evento               | Oro                                                          | Tempo    | Argento | Tempo | Bronzo | Tempo |
| Stile libero         |                                                              |          |         |       |        |       |
| 100 m                | Agostino Frassinetti                                         | -        |         |       |        |       |
| 400 m                | Gilio Bisagno                                                | 6'03"40  |         |       |        | -     |
| 1500 m               | Antonio Sachner                                              | 24'46"60 |         |       |        |       |
| Dorso                |                                                              |          |         |       |        |       |
| 100 m                | Emerico Biach                                                | -        |         |       |        | -     |
| Rana                 |                                                              |          |         |       |        |       |
| 200 m                | -                                                            | -        |         |       |        |       |
| Staffette            |                                                              |          |         |       |        |       |
| 4x200 m stile libero | CMEF La Spezia Bagnasco Pastine Gianni Tausari Gilio Bisagno | 11'59"40 |         |       |        |       |

### Donne
| Evento       | Oro | Tempo | Argento | Tempo | Bronzo | Tempo |
| Stile libero |     |       |         |       |        |       |
| 100 m        | -   | -     |         |       |        |       |